# Підстепне (Херсонський район)
Підсте́пне — село в Україні, у Олешківській міській громаді Херсонського району Херсонської області. Населення становить 592 осіб.
Село має церкву Євангельських Християн Баптистів. Церкві близько 100 років, одна з найстаріших в області.
Розташоване за 15 км від районного центру і за 6 км від залізничної станції Олешки на лінії Херсон—Джанкой.
З початку широкомасштабного вторгнення Росії в Україну село перебуває під російською військовою окупацією.

## Населення
Згідно з переписом УРСР 1989 року чисельність наявного населення села становила 570 осіб, з яких 253 чоловіки та 317 жінок.
За переписом населення України 2001 року в селі мешкали 592 особи.

### Мовний склад
Рідна мова населення за даними перепису 2001 року:
| Мова       | Чисельність, осіб | Доля     |
| ---------- | ----------------- | -------- |
| Українська | 574               | 96,96 %  |
| Російська  | 18                | 3,04 %   |
| Разом      | 592               | 100,00 % |